# 格伦本 (北达科他州)
格伦本（英語：Glenburn），是美国北达科他州下属的一座城市。根据2010年美国人口普查，该市有人口380人。2011年估计该市有人口383人，相对于2010年，增长率为0.79%。